# تعدد الوسائط
تعدد الوسائط او الوسائل المتعددة (بالإنجليزية:Multimodality) تشير إلى استخدام أكثر من طريقة اتصال واحدة في النص لخلق معنى. وعلى الرغم من أن الاتصال كان دائما متعدد الوسائط، فإن تعدد الوسائط في تحليل الخطاب هو نهج حديث نسبيا؛ بدأ اللغويون للنظر في نهج متعدد الوسائط حول ستينيات القرن العشرين. تعدد الوسائط هو تحليل الخطاب يشير إلى التحليل المتعمق للغة المنطوقة أو المكتوبة أو لغة الإشارة.

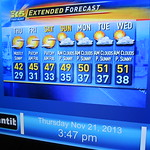
مثال على تعدد الوسائط: تتضمن توقعات الطقس المتلفزة وفهم اللغة المنطوقة، واللغة المكتوبة، ولغة الطقس الخاصة (مثل مقاييس درجة الحرارة)، والجغرافيا، والرموز في الشاشة تشير الى السحب والشمس والمطر، وما إلى ذلك.

أحد الأشخاص الذين اهتموا بتعدد الوسائط كان غانثر كريس. جنبا إلى جنب مع اللغوي ثيو فان ليوين، ساهم في دراسة تعدد الوسائط وكان معروفا بتأليف الكتب حول هذا الموضوع التي كانت مفيدة لفهم وتطوير التحليل متعدد الوسائط. وبسبب هذا ، وضع عمله الأساس لدراسة الوسائط المتعددة وأثر على أعمال اللغويين في المستقبل.

## أنواع الوسائل المتعددة

### الأنماط
تشير الأنماط إلى الطرق المختلفة التي يمكننا من خلالها خلق معنى. يعرف غانثر كريس الوضع بأنه مورد اجتماعي وثقافي لصنع المعنى، فمثلا تعتبر الصورة والكتابة والتخطيط والكلام والصور المتحركة هي أمثلة على أنماط مختلفة. يتواصل الناس بطرق مختلفة، لذلك من المهم أن تكون على دراية يالأنماط المختلفة المستخدمة في الاتصال لفهم المعاني التي يتم نقلها بشكل كامل.
يمكن تقسيمها إلى خمس فئات: لغوية ، بصرية ، سمعية ، إيمائية ، مكانية.
- النمط اللغوي: يركز على معنى اللغة المكتوبة أو المنطوقة في التواصل. على سبيل المثال ، يشمل ذلك: اختيار الكلمات والمفردات والقواعد والبنية وما إلى ذلك. وهو طريقة الاتصال الأكثر استخداما والأكثر شهرة.
- النمط المرئي: يركز على معنى ما يمكن أن يراه المشاهد، وهذا يشمل: الصور والرموز ومقاطع الفيديو والعلامات وما إلى ذلك. ويشمل أيضا جوانب التصميم المرئي، مثل اللون والتخطيط ونوع الخط وحجمه ، إلخ.
- النمط السمعي: يركز على معنى ما يمكن أن يسمعه المستمع، وهذا يشمل: المؤثرات الصوتية والموسيقى والصوت. يمكن تحقيق ذلك من خلال النغمة والنغمة والسرعة والحجم والإيقاع وما إلى ذلك.
- النمط الإيمائي: يركزعلى معنى التواصل من خلال الحركة، وهذا يشمل: تعبيرات الوجه والإيماءات ولغة الجسد والتفاعلات بين الناس. هذه كلها أمثلة على التواصل غير اللفظي ، حيث يتم نقل المعنى دون استخدام الكلام.
- الوضع المكاني: يركز على معنى التواصل من خلال التخطيط المادي. وهذا يشمل: الموضع، والتباعد، والمسافة بين العناصر في النص، والقرب بين الأشخاص / الأشياء، وما إلى ذلك.

ومن المهم ملاحظة أن النص لا يحتاج إلى أن يتضمن جميع الأساليب المذكورة أعلاه لكي يعتبر متعدد الوسائط؛ يمكن أن تحتوي على اثنين أو أكثر.

### الوسائط
الوسائط هي الأشكال التي يتم بها تنفيذ الأنماط المختلفة ، أي الطرق التي يمكن للناس الوصول إلى الأنماط. تتأثر الأنماط بنوع الوسيط الذي يتم حملها به. يمكن لوسيط النص تحديد الغرض من النص وجمهوره المستهدف. تشمل الأنواع المختلفة من الوسائط ، على سبيل المثال لا الحصر: الكتب وصحف وراديو وتلفزيون وسينما ولوحات ومسرح والمواقع الإلكترونية ومنشورات وسائل التواصل الاجتماعي. ومن المهم أيضا ملاحظة أنه يمكن أن يكون هناك أكثر من وسيط واحد للنص. على سبيل المثال ، تجمع صحيفة على الإنترنت بين شكل الصحيفة وميزات موقع الويب للوصول السهل والعالمي. أيضا، تتمتع الصحف عبر الإنترنت بميزة تحديثها بالأخبار في الوقت الفعلي ، بحيث يمكن الإبلاغ عن الأخبار بسرعة.

## أمثلة على تعدد الوسائط: النص والتحليل
عند تحليل نص متعدد الوسائط ، يجب عليك تحديد الوسيط الذي يوجد به النص. على سبيل المثال، هل هو كتاب؟ علامة؟ فيلم؟ سيعطيك هذا فكرة عن وظيفة النص ومن يستهدفه. بعد ذلك، يجب عليك تحديد الأوضاع المختلفة التي يتكون منها النص وما يتواصل معه كل وضع. تنقل الأنماط رسالة يمكن تفسيرها من خلال النظر إلى كل وضع على حدة وأيضا معا ؛ لأن الاتصال لا يعتمد فقط على وضع واحد.
على سبيل المثال:
- في فصل الكتاب المدرسي: يساعد استخدام النص الغامق والمائل في إبراز النقاط الرئيسية. تضيف صور الشخصيات الرئيسية مكونا شخصيا ؛ الرسوم البيانية والرسوم البيانية تقدم بيانات واقعية. بينما يسهل تخطيط الصفحة نفسها الإرسال.
- في مشهد فيلم: الإضاءة ونظام الألوان للمشهد وزاوية الكاميرا والموسيقى التصويرية كلها أوضاع أساسية لصنع المعنى في الفيلم.
- في الخطاب: اختيار المتحدث للكلمات والإيقاع ونبرة الصوت ومعدل الكلام وتعبيرات الوجه وإيماءات اليد كلها تساعد في نقل المعنى.
- في صورة فوتوغرافية: استخدام الضوء والظل، وتشبع اللون، وزاوية اللقطة، ودرجة التركيز، والصور داخل الصورة نفسها كلها تتحد لخلق معنى.
- في رسالة نصية: اختيار الكلمات وطول الرسالة واستخدام علامات الترقيم والرموز التعبيرية وصور GIF المصاحبة، عند تجميعها معا، يخلق معنى كاملا. يمكن تغيير المعنى بشكل كبير إذا تم تغيير عناصر معينة.
- في دورة جامعية: قد يتضمن الفصل الواحد خطابة ، ومعلومات مقدمة عبر PPT تتضمن نصوصا ورسومات ، وفيديو يحتوي على صور وصوت وبيانات متحركة.
- في كتاب هزلي: إن استخدام الألوان الزاهية والخطوط الحادة والمشاهد المليئة بالحركة والحوار الذي تتخلله علامات التعجب ينقل معنى أكثر تأثيرا بكثير من النص وحده.
- في الصور الموجهة: التخيل الموجه هو شكل من أشكال التأمل حيث يلفظ المعالج التعليمات للعميل بنبرة صوت مهدئة. يتصور العميل ما يتم وصفه أثناء تشغيل الموسيقى في الخلفية وتمتلئ الغرفة بالروائح من الزيوت الأساسية
- في تصميم مواقع الويب: يمكن أن تحتوي مواقع الويب على أوضاع اتصال متعددة. النص ، بالطبع ، ربما الصوت ، بالإضافة إلى المرئيات في شكل صور ثابتة أو متحركة من مقاطع الفيديو وتصورات البيانات.
- في التعبير الرومانسي: يمكن أن يكون اتصال الحب لغويا، ومكانيا في شكل عناق، وإيمائيا مثل إمساك اليدين، وتعبيرات الوجه غير اللفظية مثل الابتسامة أو النظرة الحنونة ، وحتى البيولوجية في شكل الفيرومونات.

## طرق التدريس متعددة الوسائط
تشير طرق التدريس متعددة الوسائط إلى طرق التدريس المختلفة التي تستخدم أوضاعا حسية مختلفة. هذه طريقة مهمة للتدريس لأنها تتيح للطلاب اكتشاف طريقتهم المفضلة في التعلم وتركز على تكييف التعلم ليناسب أنماطهم الفردية. حيث تركز الوسائط المتعددة في طرق التدريس على هذه الأنماط الأربعة: البصرية والسمعية والحركية والقراءة / الكتابة.
تشير الطريقة المرئية للتعلم إلى الأشخاص الذين يحتفظون بالمعلومات من خلال رؤية الأشياء، على سبيل المثال: قد يفضلون استخدام الرسوم البيانية والصور والبطاقات التعليمية للمخططات وما إلى ذلك ليتمكنوا من تصور المعلومات وتذكرها. وتشير الطريقة السمعية للتعلم إلى الأشخاص الذين يحتفظون بالمعلومات من خلال السمع حيث تفضل هذه الأنواع من المتعلمين المشاركة في تمارين الاستماع التي يسمعون فيها المعلومات ويكررونها. أما الطريقة الحركية للتعلم مناسبة للأشخاص الذين يحتفظون بالمعلومات من خلال النشاط البدني. على سبيل المثال ، قد يفضلون أن يظهروا لشخص ما كيفية القيام بشيء ما بدلا من مجرد شرحه من خلال الكتابة. بينما تشير طريقة القراءة / الكتابة أو التعلم إلى الأشخاص الذين يحتفظون بالمعلومات من خلال قراءة النصوص وكتابة الأشياء. قد يفضل المتعلمون الذين لديهم هذا النمط من التعلم الإجابة على أسئلة من كتاب مدرسي أو كتاب إلكتروني. من الممكن تفضيل استخدام أكثر من واحد من هذه الأنماط عند التعلم.
تتيح القدرة على نقل المعلومات بأكثر من طريقة من خلال الوسائط المتعددة الإبداع والمرونة للمعلمين ، حيث يمكنهم الجمع بين أساليب التعلم المختلفة وتكييفها لتناسب طلابهم بشكل أفضل. هذا يشجع الطلاب على استكشاف طرق التعلم المختلفة والعثور على الأسلوب الذي يسمح لهم بالاحتفاظ بالمعلومات بشكل أكثر فعالية.